# Пширва
Пширва (пол. Przyrwa) — річка в Польщі, у Берунсько-Лендзінського повіті Сілезького воєводства. Ліва притока Млєчної, (басейн Балтійського моря).

## Опис
Довжина річки 13,36 км, найкоротша відстань між витоком і гирлом — 7,87 км, коефіцієнт звивистості річки — 1,70 , площа басейну водозбору 40,04 км². Формується багатьма безіменними струмками, загатами та частково каналізована.

## Розташування
Бере початок у південному районі Мурцкі міста Катовиць. Спочатку тече переважно на південний схід через природний заповідник Мурцківський Ліс, південно-західну околицю міста Мисловиць, потім повертає на південний захід. Далі тече через місто Лендзіни і на східній околиці міста Тихи впадає у річку Млєчну, ліву притоку Гостині.

## Цікаві факти
- На південно-західній околиці міста Мисловиць річку перетинає багатоколійна залізниця.
- У міському окрузі Лавка на лівому березі річки розташована Римо-католицька парафія Тіла і Крові Господня.